# چاکراوزوم (گوله)
چاکراوزوم (به ترکی استانبولی: Çakırüzüm، به ارمنی: Մուզարեթ) یک منطقهٔ مسکونی در ترکیه است که در گوله (شهر) واقع شده‌است.